# Mark Hoffman
Mark Hoffman is een personage uit de populaire horrorfilm reeks Saw. Hoffman maakt zijn debuut in Saw 3 als FBI-agent, op zoek naar Jigsaw.
Maar naarmate het verhaal verloopt komt Hoffman aan de kant van Jigsaw en volgt hem op om zijn taak, het leven van mensen beter te maken, af te maken.

## Saw 3
Hoffman maakt zijn debuut in Saw 3 waar hij bij de resten van een slachtoffer onderzoek doet. Hij komt maar kort in beeld. En blijkt achter Jigsaw aan te zitten.

## Saw 4
In het vierde deel lijkt hij zelf een slachtoffer te zijn van Jigsaws spelletje.
Maar wanneer hij op het einde ontsnapt en de beroemde woorden game over zegt blijkt hijzelf de opvolger van Jigsaw te zijn.

## Saw 5
In deel vijf verdenkt zijn collega Peter Strahm hem ervan de opvolger te zijn van Jigsaw en start onderzoek. Hoffman krijgt dit door en probeert het spelletje andersom te spelen en Strahm voor opvolger te zetten. Uiteindelijk treffen de twee mannen elkaar in het gebouw waaruit Hoffman zijn traps maakt. Voordat Hoffman arriveert komt Strahm de kamer binnen. Er staat een grote glazen doos met stukken glas en een cassette recorder er in. Strahm luistert naar de recorder waar hem in wordt geadviseerd de kist in te stappen. De tape vervolgt met de zinnen:
Fool me once, shame on you. Fool me twice, shame on me en Have you learned to trust me?. Terwijl Strahm naar de tape luistert hoort hij achter zich een geluid en verstopt zich. Daarna komt Hoffman binnen en ziet dat er niemand in de kamer is. Gelukkig voor hem ziet hij via het glas van de doos voor zich Strahm naderen en kan zich net snel genoeg omdraaien. Hierna volgt een korte vechtpartij die Strahm wint. Hij duwt Hoffman in de kist en sluit de deur. Maar ook de deur van de kamer sluit zich. Strahm schrikt en vraagt aan Hoffman hoe hij de deur moet openen. Hoffman wijst lachend naar de tape op de grond. Strahm speelt deze verder af en hoort dat als hij het niet doet, dat hij dan simpel genoeg van de aarde verdwijnt. De tape vervolgt met 'Heb je niet goed genoeg geleerd mij te vertrouwen?'. Hierna zakt Hoffman in zijn kist naar beneden en beginnen de muren tegen elkaar te gaan. Strahm wordt helemaal fijn geperst en is dood. Hoffman had de hele film door ervoor gezorgd om Strahm verdacht te maken en wint uiteindelijk als de politie de mobiele telefoon van Strahm (door Hoffman neergelegd) in Hoffman's werkplaats vinden.

## Saw 6
In deel 6 heeft Hoffman alle tijd omdat Strahm niet meer achter zijn broek aanzit. In deel 6 zet hij weer een reusachtige trap op.
Via John Kramers (Jigsaw) ex Jill Tuck krijgt hij een lijst van mensen die hij moet ontvoeren en het spel moet spelen.
Het draait uiteindelijk allemaal om een zorgverzekeraar William. Hoffman legt een heel parkoers voor hem klaar waarbij hij iedere keer een keuze moet maken tussen zijn werknemers.
Uiteindelijk komt hij bij een moeder en zoon die hun vader waren verloren vanwege William. Hoffman gaf de keuze aan de moeder of zoon om hem te laten leven of dood gaan.
Helemaal op het einde van de film wordt Hoffman verdooft net zoals alle slachtoffers van Jigsaw. Hij wordt wakker met een Revearsed bear trap (uit deel 1) om zijn hoofd. Het blijkt gedaan te zijn door Jill Tuck. Die zelf ook nog iemand van John (de echte Jigsaw) moest testen. Alleen geeft Jill Hoffman geen kans om te ontsnappen. Met veel geluk weet Hoffman het bruten ding voor zijn mond tussen twee ijzeren spijlen in een deur te doen en te ontsnappen uit de bear trap. Het is duidelijk dat hij op wraak uit is.

## Saw 7 (3D)
In deel 7 vervult Hoffman Johns wensen met de laatste mensen van de lijst op hun zondes te testen.
Dit keer is Bobby Dagen (een goeroe die zelf beweerd slachtoffer te zijn) aan de beurt. Hij heeft namelijk gelogen en moet om zijn vrouw te redden weer een route lopen waar hij verschillende collega's ontmoet die in een trap zitten.
Ondertussen heeft Hoffman nog een trap klaargezet waar de politie op afkomt die hij op curieuze wijze in zijn eentje aftroeft. Bobby faalt zijn test en sterft.
Jill wordt ondertussen op strenge wijzen door de politie beschermd. Toch weet Hoffman het in zijn eentje klaar te spelen om de bewaking dit keer af te troeven en geeft Jill een koekje van eigen deeg door dit keer bij haar de Reverse bear trap aan te doen die wel succes heeft. Jill is dood en Hoffman heeft zijn plicht gedaan. Hij steekt al het bewijs materiaal in de fik en wil weg gaan om de stad uit te vluchten.
En voor een van de eerste keren heeft hij ongeluk. Drie mannen springen vanuit het niets op hem en proberen hem te verdoven. Hoffman probeert zich nog te verdedigen maar de overmacht is te groot. Alle mannen hadden een varkens masker op, wat apart is omdat deze altijd werden gebruikt om slachtoffers van Jigsaw te ontvoeren. Een van de mannen trekt zijn masker af en het blijkt Docter Gorden te zijn, een slachtoffer uit het eerste deel. Hij was opgedragen als er wat met Jill gebeurde dan in te grijpen. Gorden sluit Hoffman op in de badkamer waar hij het eerste deel in zat en schopt de zaag weg zodat Hoffman geen kans heeft om te ontsnappen. Hij laat Hoffman achter om door te gaan met de woorden Game over..

## Saw X
Nadat John ergens tussen de gebeurtenissen van Saw en Saw 2 wordt opgelicht voor een nep-kankerbehandeling, geeft hij Hoffman de opdracht informatie te verkrijgen over degenen die hem hebben bedrogen. In een postcreditscène staat Hoffman naast Jigsaw in de badkamer uit de eerste film en assisteert hem bij de test voor Henry Kessler, die John in de eerste plaats bij het plan heeft gelokt.